# Homole (Wysoki Jesionik)
Homole (historyczna nazwa niem. Hüttel Berg, cz. Hutisko) – szczyt (góra) o wysokości 1209 m n.p.m. (podawana jest też wysokość 1209,2 m n.p.m. lub 1209,6 m n.p.m. ) w paśmie górskim Wysokiego Jesionika (cz. Hrubý Jeseník), w północno-wschodnich Czechach, w Sudetach Wschodnich, na Morawach, w obrębie gminy Vernířovice, oddalony o około 5,3 km na południowy zachód od szczytu góry Pradziad (cz. Praděd). Homole są górą o podwójnym szczycie, która była przedmiotem badań geologicznych, w wyniku których odkryto liczne surowce mineralne. Góra położona jest w Obszarze Chronionego Krajobrazu Jesioniki (cz. Chráněná krajinná oblast (CHKO) Jeseníky), a ponadto na części południowego jej stoku utworzono dodatkowo pomnik przyrody Zadní Hutisko (cz. Přírodní památka Zadní Hutisko). Rozległość góry (powierzchnia stoków) szacowana jest na około 2,2 km², a średnie nachylenie wszystkich stoków wynosi około 19°.

## Charakterystyka

### Lokalizacja

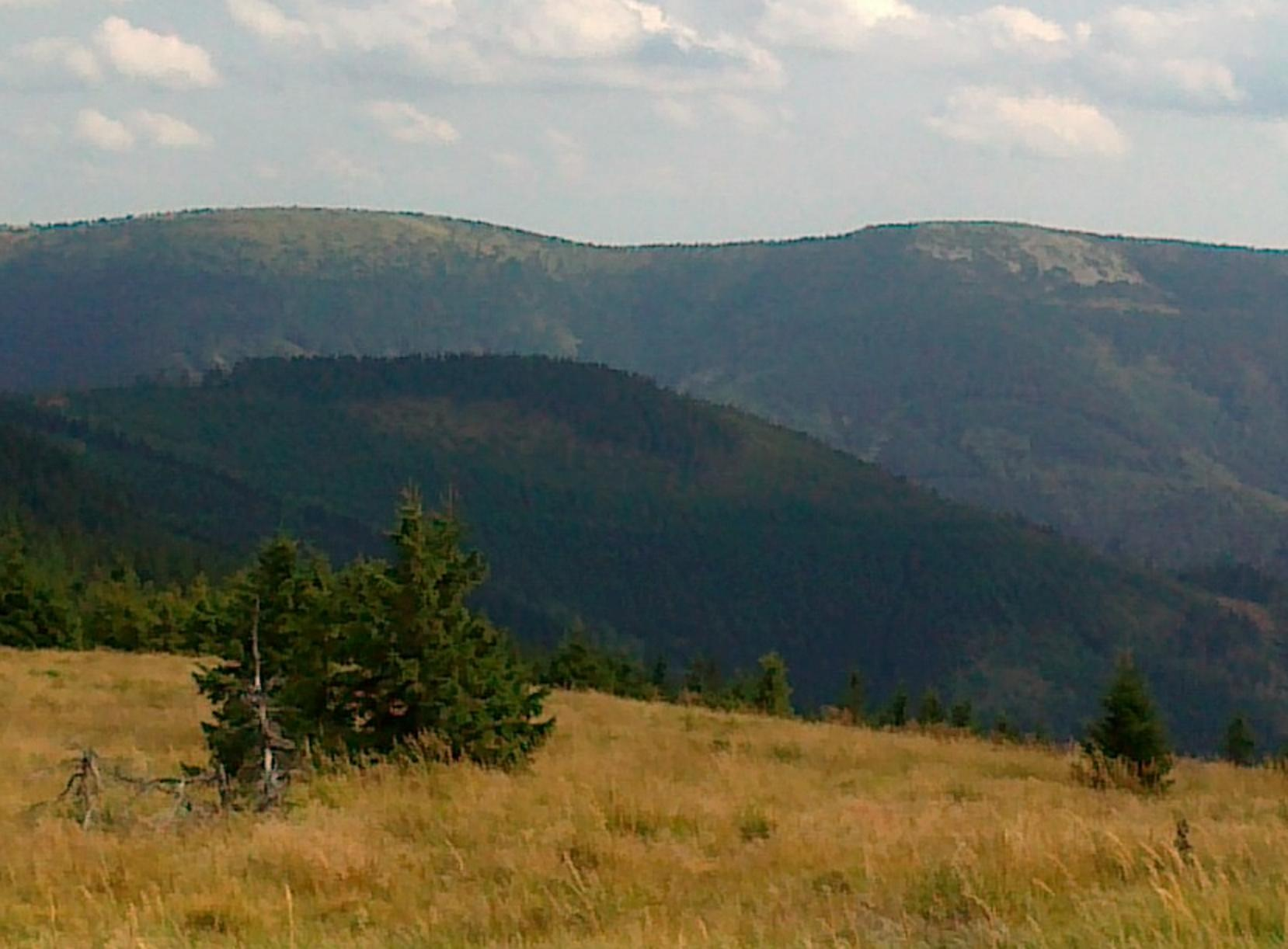
Widok ze stoku góry Mravenečník na góry Jelení hřbet i Břidličná hora (poniżej góra Homole) (2017 rok)

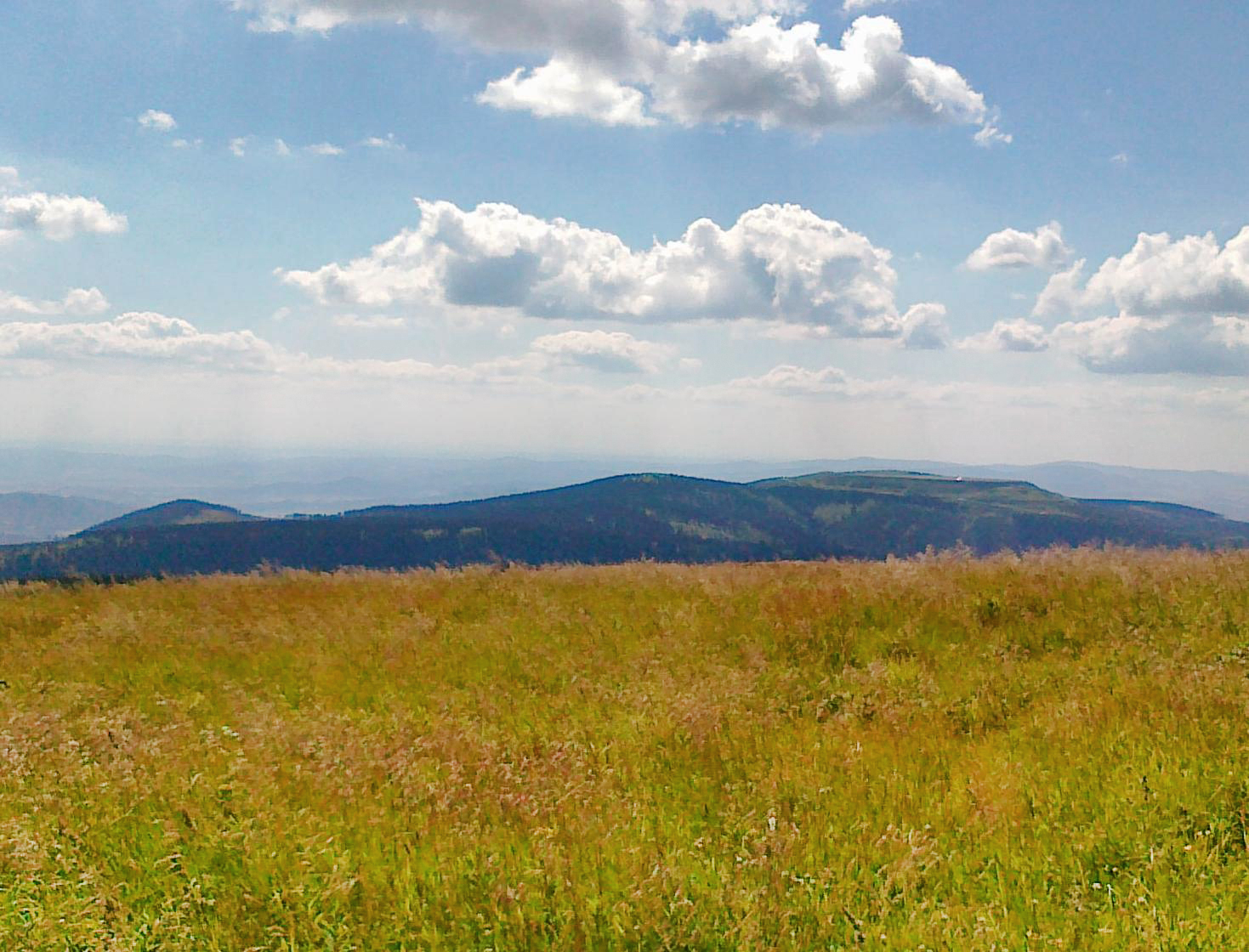
Widok ze szczytu góry Pradziad na góry: Homole, Vřesník, Dlouhé stráně (nad nią szczyt Mravenečníka) i Kamenec (1) (2015 rok)

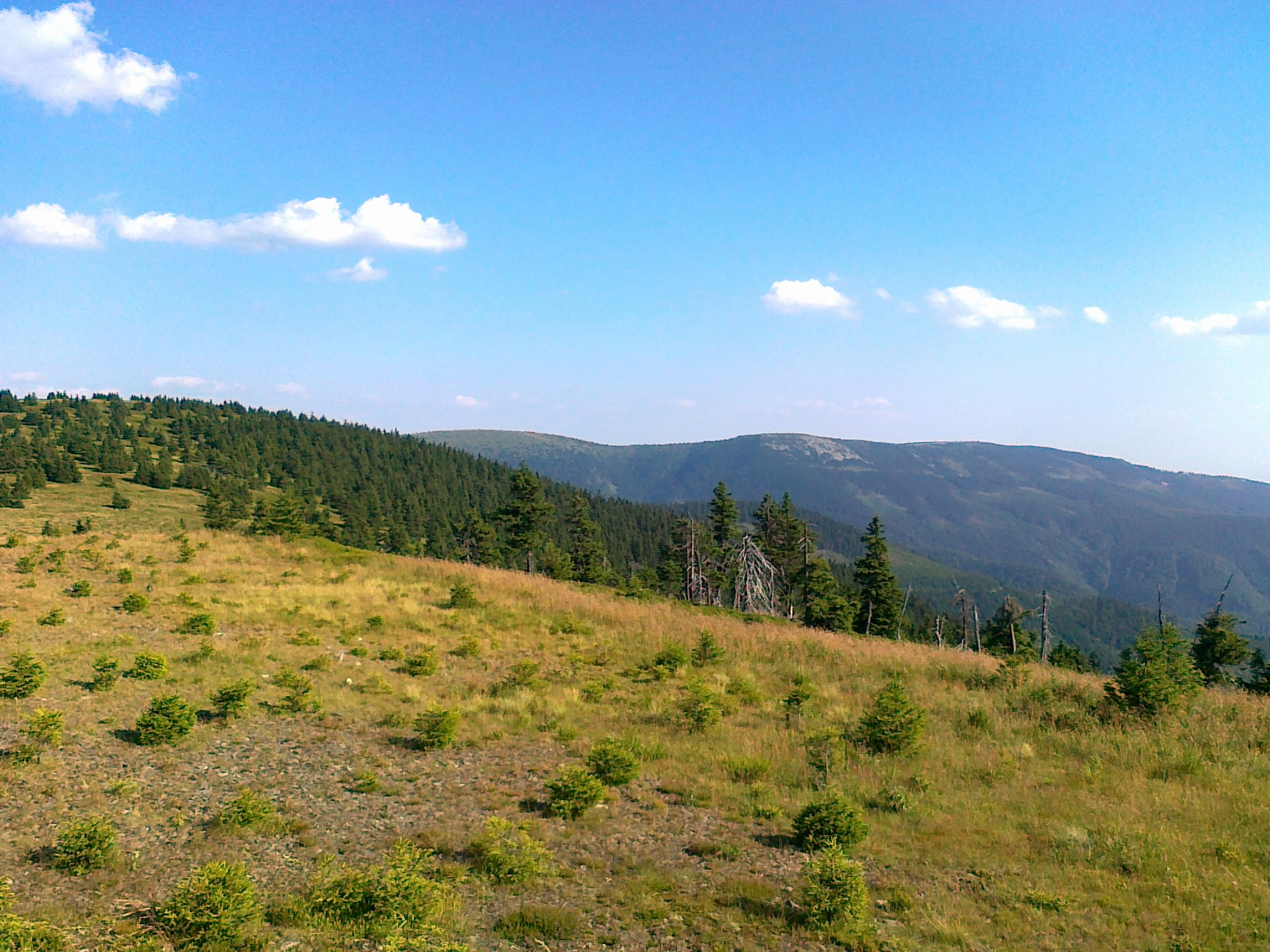
Widok z dolnej drogi wokół góry Dlouhé stráně na przełęcz Pláň oraz na szczyty gór: Vřesník, Jelení hřbet, Břidličná hora i Pecný (poniżej szczytu Břidličná hora – szczyt Homole) (2012 rok)

Góra Homole położona jest w południowo-zachodnim rejonie całego pasma Wysokiego Jesionika, leżąca w części Wysokiego Jesionika, w północno-zachodnim obszarze (mikroregionu) o nazwie Masyw Pradziada (cz. Pradědská hornatina) oraz usytuowana na łukowatym, bocznym odgałęzieniu o przebiegu (Vřesník – Homole – Jestřábí vrch – Vernířovice) grzbietu bocznego, ciągnącego się od góry Hubertka do przełęczy Vlčí sedlo. Charakterystyczną cechą góry jest jej niemalże płaski około 400 m długości prosty grzbiet szczytowy, ciągnący się na kierunku południowy zachód – północny wschód. Jest górą trudno rozpoznawalną, widoczną np. z grzbietu głównego góry Pradziad. Podążając nim na odcinku pomiędzy szczytami (Vysoká hole – Pecný), można ją dostrzec, niejako „uczepioną” do góry Vřesník. Z uwagi na górujące szczyty (Mravenečník – Dlouhé stráně – Vřesník) trudno ją jednak odnaleźć i zlokalizować z innych miejsc. Nie jest wskazana na pulpicie informacyjnym na szczycie góry Dlouhé stráně. Ponadto na wielu mapach nie oznaczono jej szczytu  . Pewną wskazówką do jej lokalizacji może być umiejscowienie na południowy wschód od charakterystycznych wspomnianych wcześniej trzech gór (Mravenečník – Dlouhé stráně – Vřesník). Szczyt góry jest dobrze widoczny z drogi okalającej połać szczytową góry Pradziad, gdzie wyłania się z lewej strony od szczytu góry Vřesník, a z innego charakterystycznego punktu widokowego – z drogi okalającej szczyt góry Dlouhé stráně jest widoczny poniżej linii patrzenia w kierunku góry Břidličná hora.
Górę ograniczają: od północy przełęcz o wysokości 1188 m n.p.m. w kierunku szczytu Vřesník, od północnego wschodu, wschodu i południa dolina potoku Merta, od południowego zachodu przełęcz Branka w kierunku szczytu Jestřábí vrch, od zachodu dolina potoku o nazwie Studený potok (2) oraz od północnego zachodu dolina nienazwanego potoku, będącego dopływem potoku Studený potok (2), płynącego w żlebie o nazwie Kančí žleb. W otoczeniu góry znajdują się następujące szczyty: od północnego zachodu Kozí hřbet, Mravenečník, Dlouhé stráně i Vřesník, od północy Malá Jezerná, od północnego wschodu Velká Jezerná i Velká Jezerná–J, od wschodu Hubertka, od południowego wschodu Velký Máj, Jelení hřbet i Čertova stěna, od południa Břidličná hora–SZ i Špičák oraz od południowego zachodu Jestřábí vrch i Nad myslivnou.

### Stoki
W obrębie góry można wyróżnić sześć następujących zasadniczych stoków:
- północny,
- północno-wschodni,
- południowo-wschodni o nazwie Vyhlídka,
- południowy o nazwie Na hrázi,
- południowo-zachodni,
- zachodni.

Występują tu wszystkie typy zalesienia: bór świerkowy, las mieszany oraz las liściasty, przy czym dominuje zalesienie borem świerkowym. Wszystkie stoki pokryte są przeważnie borem świerkowym, a wraz z obniżaniem wysokości przechodzą w obszary pokryte lasem mieszanym oraz (oprócz stoku północnego) w obszary pokryte lasem liściastym. Ponadto stoki te charakteryzują się znaczną zmiennością wysokości zalesienia, z występującymi polanami, a nawet znacznymi ogołoceniami. Na części obszarów ogołoceń widoczne są powały pni drzew. Na stokach południowo-wschodnim, południowym i zachodnim występują grupy skalne, szczególnie na stoku południowo-wschodnim rozciągnięte na długości około 430 m. W pobliżu tej grupy skalnej występują obszary głazowisk.
Stoki mają na ogół jednolite i zróżnicowane nachylenia. Średnie nachylenie stoków waha się bowiem od 3° (stok północny) do 29° (stok zachodni). Średnie nachylenie wszystkich stoków góry (średnia ważona nachyleń stoków) wynosi około 19°. Maksymalne średnie nachylenie stoku południowo-wschodniego w pobliżu grup skalnych, na wysokościach około 970 m n.p.m. na odcinku 50 m nie przekracza 50°. Stoki pokryte są siecią dróg (m.in. Hrázová cesta), na których wytyczono szlak turystyczny i szlaki rowerowe oraz na ogół nieoznakowanych, nielicznych ścieżek i duktów. Przemierzając je, zaleca się korzystanie ze szczegółowych map z uwagi na zawiłości ich przebiegu, zalesienie oraz zorientowanie w terenie.
W odległości około 500 m na południowy zachód od szczytu znajduje się nieczynne stanowisko górnicze o nazwie (cz. Štola na Homoli), będące pozostałością po wydobyciu rud żelaza. Eksploatację prowadzono w XIX wieku i na początku XX wieku, po czym ją przerwano.

### Szczyt główny

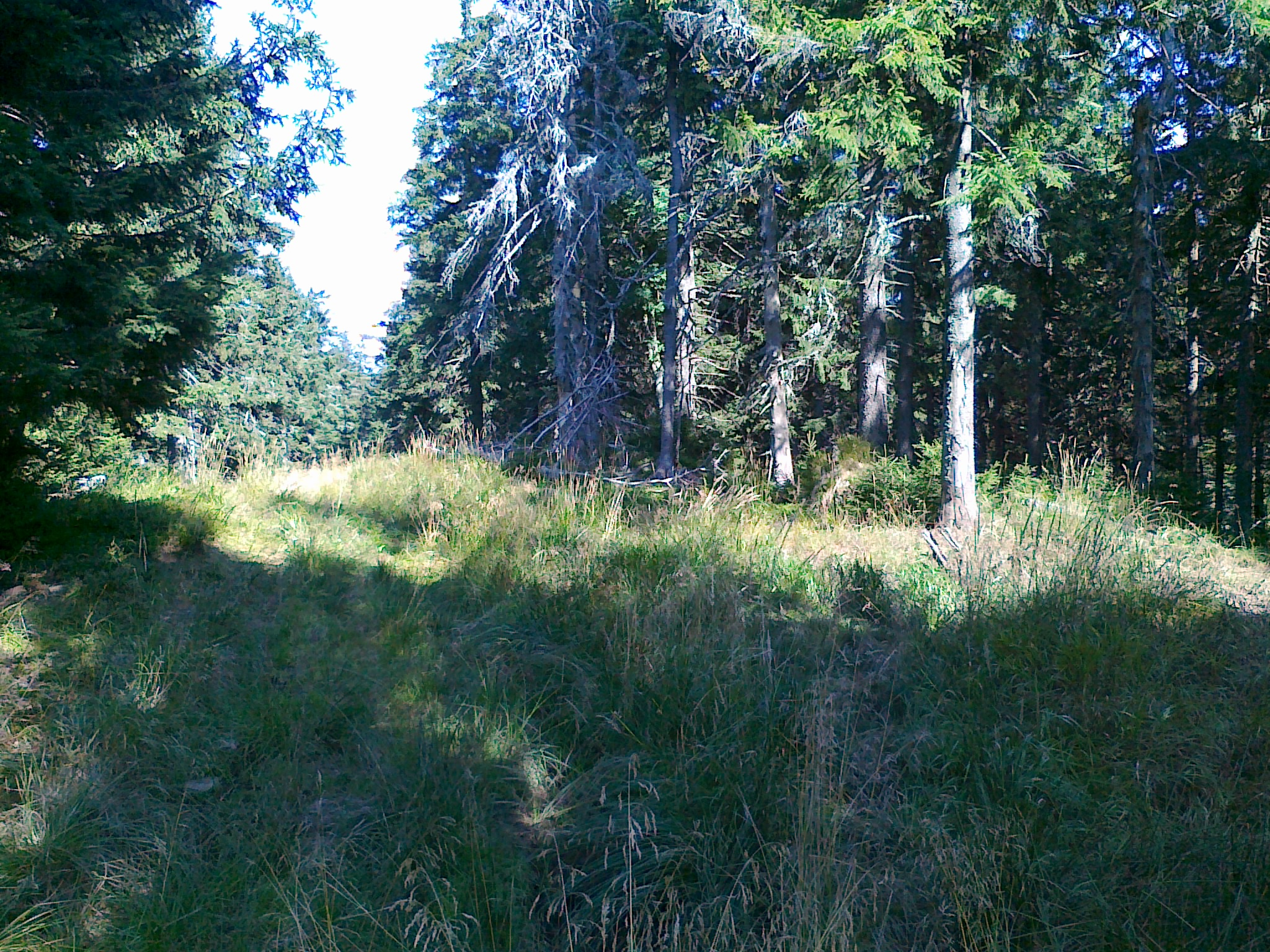
Szczyt góry Homole (2020 rok)

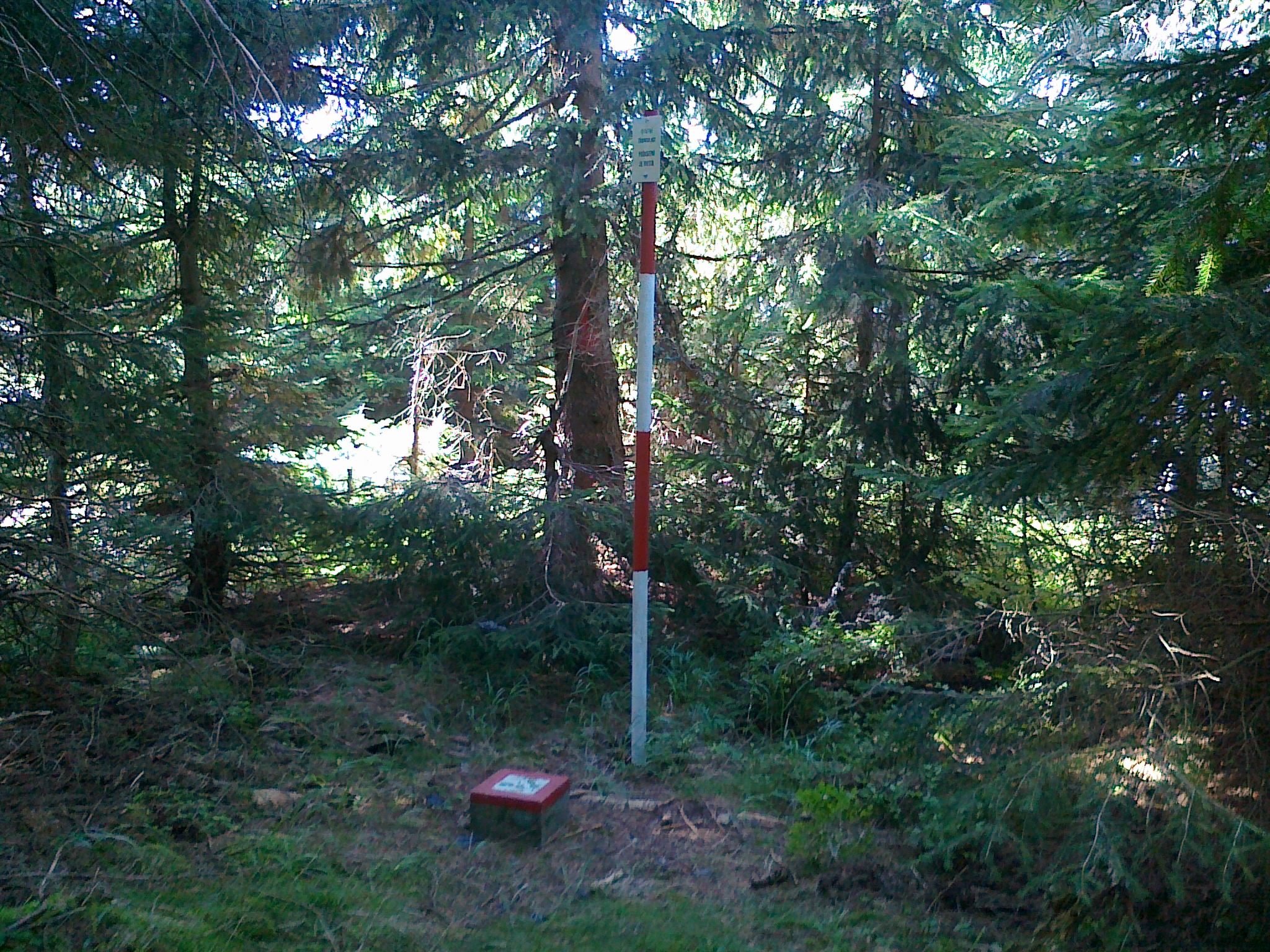
Punkt geodezyjny na połaci szczytowej góry Homole (2020 rok)

Na szczyt nie prowadzi żaden szlak turystyczny. Przez połać szczytową, grzbietem góry przebiega z przełęczy w kierunku szczytu Vřesník, droga główna, łącząca szczyt główny i drugorzędny Homole–SV. Szczyt znajduje się przy drodze głównej, wśród zalesienia boru świerkowego, pokryty trawą wysokogórską oraz bardzo popularną rośliną Wysokiego Jesionika, a mianowicie borówką czarną. Z uwagi na zalesienie nie jest on punktem widokowym. Na połaci szczytowej znajduje się punkt geodezyjny, oznaczony na mapach geodezyjnych numerem (34.), o wysokości 1209,21 m n.p.m. oraz współrzędnych geograficznych (50°03′17,28″N 17°10′13,21″E/50,054800 17,170336), z widocznym koło niego zamontowanym stalowym słupkiem, pomalowanym na przemian w poziome pasy białe i czerwone, ostrzegającym przed jego zniszczeniem z tabliczką, z napisem Státní triangulace Poškození se trestá. Państwowy urząd geodezyjny o nazwie (cz. Český úřad zeměměřický a katastrální (CÚZK)) w Pradze podaje jako najwyższy punkt góry – szczyt – o wysokości 1209,3 m n.p.m. i współrzędnych geograficznych (50°03′17,4″N 17°10′13,2″E/50,054833 17,170333), oddalony o około 4 m na północ od punktu geodezyjnego.
Dojście do szczytu następuje z zielonego szlaku rowerowego , poprowadzonego wokół całej góry oraz przełęczy w kierunku szczytu Vřesník. Ze szlaku tego biegnie nieoznakowana droga o długości około 560 m, przechodząca m.in. przez połać drugorzędnego szczytu Homole–SV.

### Szczyt drugorzędny

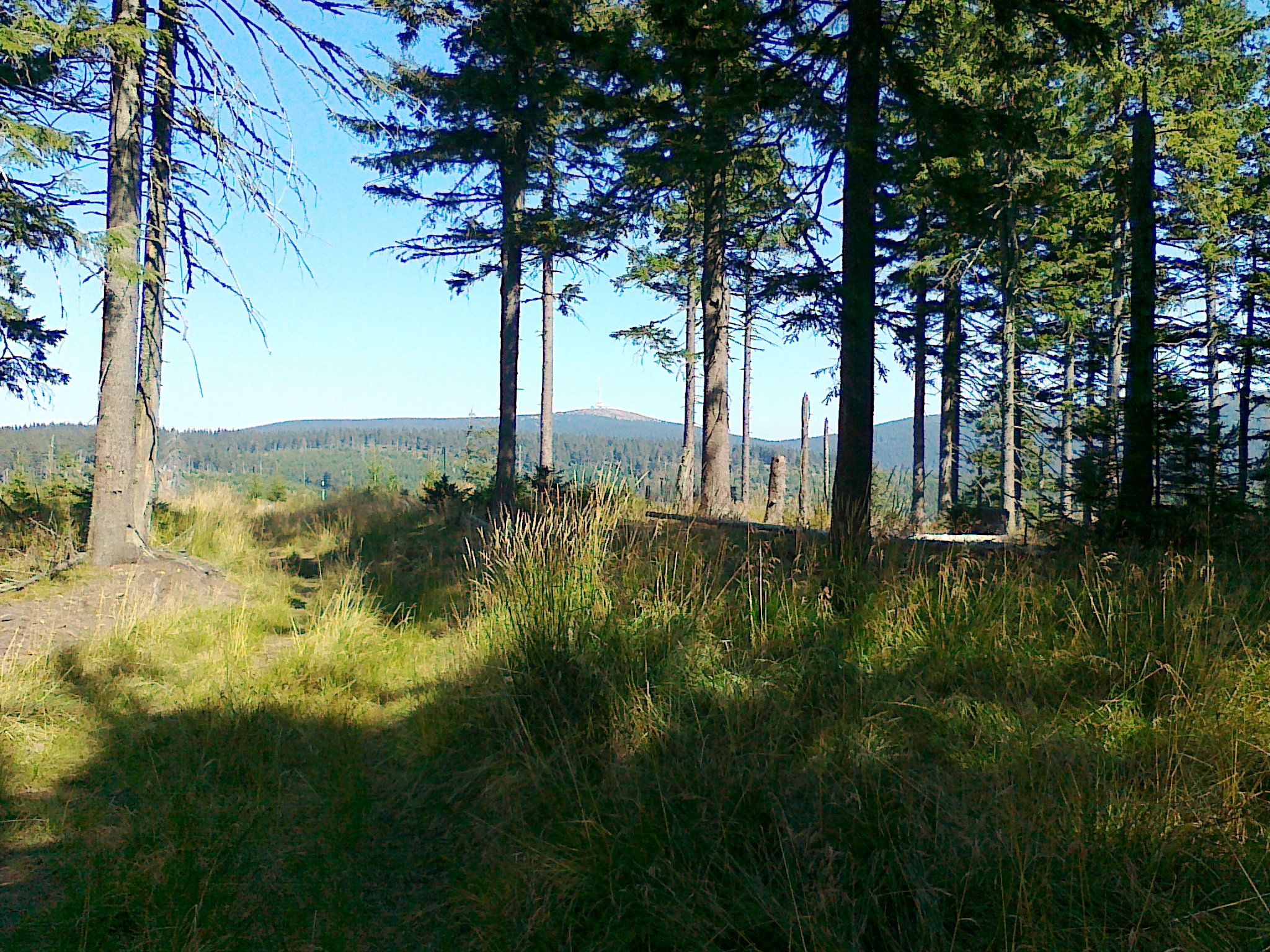
Połać drugorzędnego szczytu Homole–SV (2020 rok)

Homole są górą o podwójnym szczycie. W odległości około 215 m na północny wschód od szczytu głównego można wyróżnić szczyt drugorzędny określony jako Homole–SV o wysokości 1206 m n.p.m. i współrzędnych geograficznych (50°03′22,5″N 17°10′20,6″E/50,056250 17,172389), położony na grzbiecie góry, przy drodze głównej, oddzielony od szczytu głównego mało wybitną przełęczą o wysokości 1202 m n.p.m. Znajduje on się wśród zalesienia boru świerkowego. Z uwagi na zalesienie połać szczytowa jest ograniczonym punktem widokowym z perspektywą m.in. w kierunku góry Pradziad. Na połaci szczytowej Homole–SV nie ma punktu geodezyjnego . Drugorzędny szczyt oznaczony jest tylko na szczegółowych mapach.

### Geologia
Pod względem geologicznym masyw góry Homole należy do jednostki określanej jako kopuła Desny i zbudowany jest ze skał metamorficznych, głównie: gnejsów (biotytów, muskowitów) oraz amfibolitów. Homole były w przeszłości miejscem badań geologicznych, mających na celu odkrycie surowców mineralnych czy też kamieni szlachetnych. W wyniku tych badań znaleziono w tym rejonie m.in. aktynolit, azbest czy kryształki magnetytu, które znajdują się w wielu ekspozycjach międzynarodowych. Ponadto stwierdzono występowanie takich minerałów jak: epidot, adular, tytanit czy prehnit. Wśród mineralogów prowadzących badania był m.in. Gerhard von Rath.

### Wody
Grzbiet główny (grzebień) góry Pradziad, biegnący od przełęczy Skřítek do przełęczy Červenohorské sedlo oraz dalej do przełęczy Ramzovskiej (cz. Ramzovské sedlo) jest częścią granicy Wielkiego Europejskiego Działu Wodnego, dzielącej zlewiska Morza Bałtyckiego i Morza Czarnego .
Szczyt wraz ze stokami położony jest na północny zachód od tej granicy, należy więc do zlewni Morza Czarnego, do którego płyną wody m.in. z dorzecza Dunaju, będącego przedłużeniem płynących z tej części Wysokiego Jesionika górskich potoków (m.in. płynących w pobliżu góry potoków: Merta czy Studený potok (2)). Ponadto na potoku Merta w odległości 740 m na wschód od szczytu, na wysokości około 881 m n.p.m. znajduje się wodospad o nazwie (cz. Vodopád Merty), który ma wysokość około 4 m. Dojście do niego jest trudne, następuje nieoznakowaną ścieżką z niebieskiego szlaku turystycznego , przy wykorzystaniu szczegółowych map.

## Ochrona przyrody
Cała góra znajduje się w obrębie wydzielonego obszaru objętego ochroną o nazwie Obszar Chronionego Krajobrazu Jesioniki, a utworzonego w celu ochrony utworów skalnych, ziemnych i roślinnych oraz rzadkich gatunków zwierząt, ze znajdującym się w nim, w dolnej części stoku południowego góry pomnikiem przyrody Zadní Hutisko.
W celu ochrony unikatowego ekosystemu przez górę wyznaczono w 2000 roku z osady Švagrov okrężną ścieżkę dydaktyczną o nazwie (cz. Lesní ekostezka Švagrov), o długości 4,5 km, która częściowo (na odcinku około 820 m) przebiega przez stok zachodni góry:
 Švagrov – Švagrovské údolí – góra Vřesník – góra Homole – góra Jestřabí vrch – Švagrov (z 12 stanowiskami obserwacyjnymi na trasie).

### Pomnik przyrody Zadní Hutisko

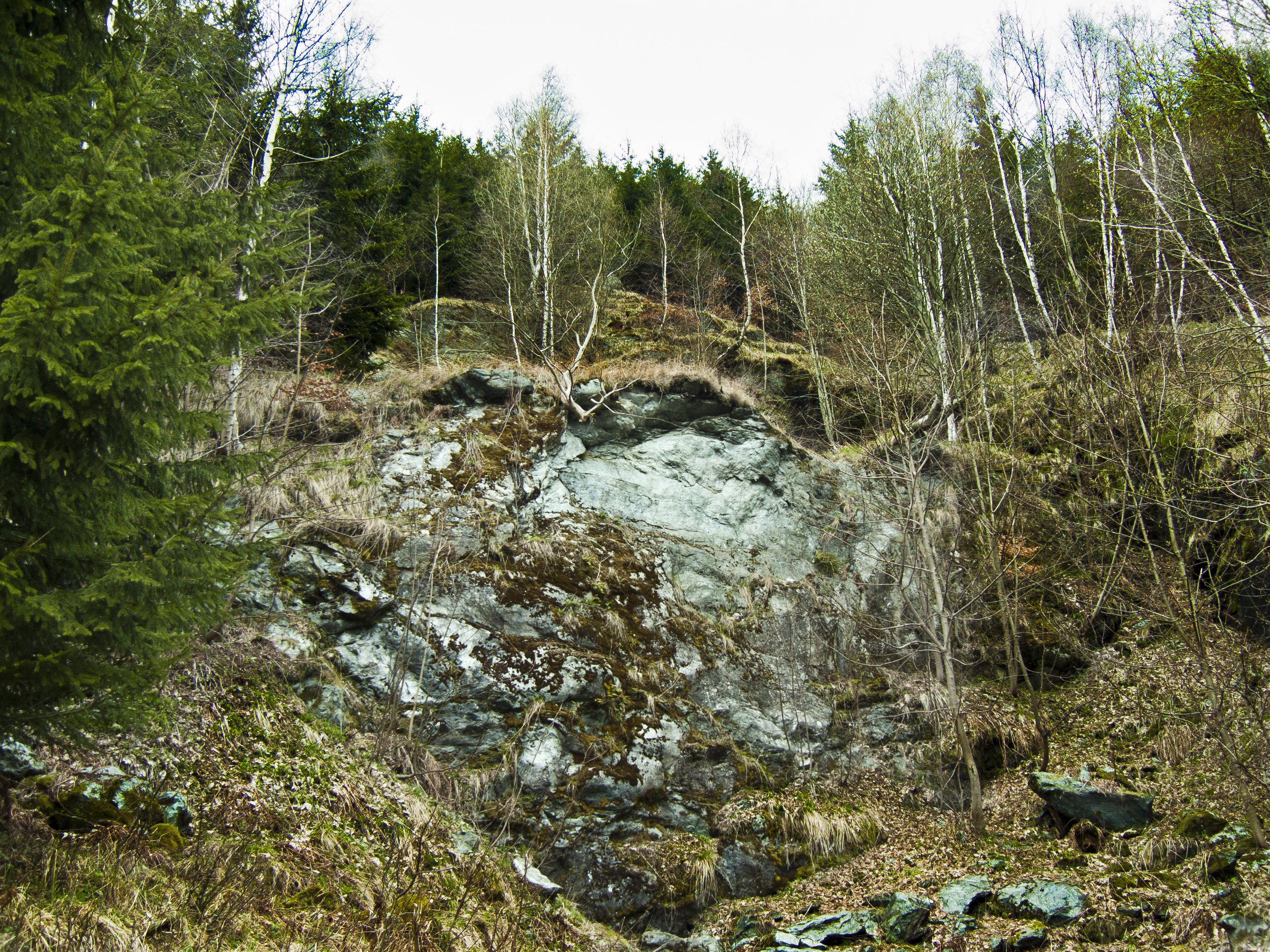
Pomnik przyrody Zadní Hutisko (2012 rok)

Pomnik przyrody Zadní Hutisko położony jest na wysokościach (813–855) m n.p.m. południowego stoku góry i jest oddalony o około 750 m od szczytu oraz ma powierzchnię około 0,30 ha. Jest położony w odległości około 5,8 km na południowy zachód od szczytu góry Pradziad. Pomnik przyrody został utworzony 24 sierpnia 1982 roku, w celu ochrony unikatowych utworów skalnych i geologicznych, będących pozostałością istniejącego w przeszłości kamieniołomu i jest usytuowany przy niebieskim szlaku turystycznym  oraz niebieskim szlaku rowerowym  przy drodze o nazwie Hrázová cesta. Z uwagi na ochronę cennego ekosystemu, głębsze penetrowanie tego obszaru nie jest zalecane. Warto dodać, że jest to jeden z czterech pomników przyrody jakie utworzono na obszarze Wysokiego Jesionika.

## Turystyka
W obrębie góry nie ma żadnego schroniska lub hotelu górskiego. W odległości około 1,7 km na wschód od szczytu, na stoku góry Hubertka położona jest chata Františkova myslivna z ograniczoną bazą noclegową, dysponująca tylko 16 miejscami (własność prywatna). Ponadto do bazy turystycznej przy drodze Hvězda – Pradziad jest od szczytu około 4,5 km w kierunku północno-wschodnim, gdzie położone są następujące hotele górskie i schroniska turystyczne:
- na wieży Pradziad: hotel Praděd oraz na stoku góry Pradziad hotel górski Kurzovní chata i schronisko Barborka,
- na stoku góry Petrovy kameny hotele górskie: Ovčárna i Figura oraz schronisko Sabinka.

Do najbliższej miejscowości Vernířovice z bazą pensjonatów jest od szczytu około 4 km w kierunku południowo-zachodnim, a do miejscowości Loučná nad Desnou z bazą hoteli i pensjonatów, jest od szczytu około 6 km w kierunku północno-zachodnim.
Kluczowym punktem turystycznym jest oddalone o około 1,1 km na południowy zachód od szczytu skrzyżowanie turystyczne o nazwie (cz. Branka) z podaną na tablicy informacyjnej wysokością 930 m, przy którym ustawiono wiatą turystyczną oraz przez które przechodzi jedyny szlak turystyczny, szlaki rowerowe i trasy narciarstwa biegowego.

### Szlaki turystyczne
Klub Czeskich Turystów (cz. Klub Českých Turistů) wytyczył w obrębie góry jeden szlak turystyczny na trasie:
 Kosaře – dolina potoku Merta – pomnik przyrody Zadní Hutisko – góra Homole – przełęcz Branka – góra Velká Jezerná – góra Hubertka – U Františkovy myslivny.

### Szlaki rowerowe i trasy narciarskie
Na stokach wyznaczono trzy szlaki rowerowe na trasach:
 Pod Ztracenými kameny – góra Pecný – góra Špičák – góra Jestřábí vrch – przełęcz Branka – góra Homole – góra Vřesník – góra Dlouhé stráně – góra Mravenečník – Kozí hřbet – góra Čepel – Uhlířská cesta,
 Góra Mravenečník – Kamenec (1) – góra Dlouhé stráně – góra Vřesník – góra Homole – góra Vřesník – góra Dlouhé stráně – góra Mravenečník,
 Pod Homolí – Vyhlídka – przełęcz Branka.
W okresach ośnieżenia wzdłuż szlaków rowerowych przebiegają trasy narciarstwa biegowego. W obrębie góry nie poprowadzono żadnej trasy narciarstwa zjazdowego.